# Richmond District (San Francisco)
Richmond District est un quartier de la ville de San Francisco en Californie.
Le quartier est situé au nord-ouest de la ville. Il s'est développé à la fin du XIXe siècle.
Le quartier Richmond est surtout bordé de parcs : le Golden Gate Park au sud, l'océan Pacifique à l'ouest, et Lincoln Park, Lands End, Mountain Lake Park et le Presidio de San Francisco au nord. Il est traversé par la Presidio Greenbelt et on peut y voir clairement le Golden Gate et la péninsule des Marin Headlands.
Le quartier, qui est par ailleurs constitué de rues droites se coupant à angles droits mais de grande envergure, donne le sentiment d'être encapsulé par la nature. 
Il est ainsi reconnu comme étant un quartier sûr, paisible, serein, familial et un des plus grands de la ville, tant pour ce qui est des logements que de la population. Le Richmond abrite une vaste population chinoise aisée et ses rues commerçantes de Geary Blvd et Clement Street sont communément appelé le deuxième Chinatown et revendique des restaurants chinois plus côtés que dans Chinatown même. 
Le Richmond a aussi des racines irlandaises et russes profondes, et possède de nombreuses églises catholiques et orthodoxes.

## Nom
Le quartier a été nommé ainsi à cause d'un immigrant et marchand d'art australien George Turner Marsh, l'un des premiers habitants du quartier, qui avait appelé sa maison « The Richmond House » d'après Richmond, une banlieue de Melbourne en Australie. 
En 1917, le quartier a été légalement nommé « Park-Presidio », pour éviter toute confusion entre le quartier et la ville de Richmond située juste en face de la baie. 
Malgré le changement officiel, pratiquement tous les San Franciscains ont continué à utiliser l'ancien nom. Pourtant, le nom Park-Presidio est resté dans les livres officiels jusqu'en janvier 2009, quand nouvellement élu superviseur Eric Mar a présenté une loi qui officiellement rebaptise la région au nord du Golden Gate Park et à l'ouest de Arguello Boulevard : District Richmond.

## Histoire
Le quartier, qui était à l'origine une étendue de dunes de sable, a été développé initialement à la fin du XIXe siècle. Adolph Sutro a été l'un des premiers développeurs à grande échelle de la région. Après avoir acheté le Cliff House au début des années 1880, il construisit les thermes Sutro à l'extrémité ouest du quartier, près de Ocean Beach.
Après le tremblement de terre 1906, le développement du quartier s'est accéléré avec la nécessité de fournir des logements de remplacement. Les dernières des dunes de sable et de broussailles côtières qui jadis dominaient la région furent bâties pour créer une banlieue avec des rues pour les voitures. 
La Révolution russe et la guerre civile qui a suivi ont apporté de nombreux anti-communiste russes blanc, réfugiés orthodoxes et des immigrants russes dans le quartier. L'église orthodoxe extérieure à la Russie fit brièvement de « Holy Virgin Cathedral », sur Geary Boulevard, son siège. 
Dans les années 1950, et surtout après la levée de la loi d'exclusion des chinois en 1965, les immigrants chinois ont commencé à remplacer les juifs et irlandais-américains de souche qui avaient dominé le quartier avant la Seconde Guerre mondiale. Chinois de naissance ou d'origine constituent maintenant près de la moitié des habitants de Richmond.

## Emplacement
Situé juste au nord de Golden Gate Park, « Richmond » est délimité à peu près par Fulton Street au sud, Arguello Boulevard et Laurel Heights à l'est, le Presidio, Lincoln Park et Sea Cliff au nord, et Ocean Beach à l'ouest. La partie ouest « Outer Richmond » et la partie orientale « Richmond Inner » sont séparées par une artère principale, le parc Presidio Boulevard (California State Route 1). Geary Boulevard est une artère principale est-ouest qui traverse Richmond et va au centre-ville. Techniquement, les îles Farallon, à environ 48 km à l'ouest de la partie continentale de San Francisco, font également partie du district de Richmond.

### Quartiers du Richmond
Richmond District est généralement divisé en quatre parties : 
- Lake Street est juste au sud du Presidio de San Francisco et au nord de Inner Richmond. C'est une région riche caractérisée par ses nombreuses demeures victoriennes/édouardienne. Ses limites sont : le Presidio au nord, Arguello Blvd à l'est, California St. au sud, et la 25th Ave. à l'ouest. Son nom provient de la plus septentrionale artère est-ouest du quartier ;

- Inner Richmond se trouve au sud de Lake Street. Ses limites sont : California St. au nord, Arguello Blvd à l'est, Fulton St. au sud, et Park Presidio Blvd. à l'ouest. Au nord de Richmond Inner on trouve Geary Blvd. et Clément Saint, particulièrement réputés pour la cuisine chinoise, cambodgienne, coréenne, birmane, et russe. Au sud de Richmond Inner se trouve Balboa St, qui est connu pour ses restaurants japonais et coréens ;

- Central Richmond est une région diversifiée avec une population chinoise et russe importante. Central Richmond se situe entre Richmond Inner (à l'est) et Outer Richmond (à l'ouest). Il est délimité par le parc Presidio Blvd à l'est, California St. au nord, Fulton St. au sud, et 32e Ave. à l'ouest. Ses rues commerçantes sont Geary Blvd. et Clément St. (entre les 22nd et 28th Ave.). Central Richmond possède une vaste population chinoise, centrée sur Clement St., et abrite plusieurs restaurants chinois des mieux côtés ;

- Outer Richmond se trouve à l'ouest de Central Richmond. Il est délimité par Clement St. au nord, 32nd Ave. à l'est, Fulton St. au sud, et Ocean Beach à l'ouest. Il est bordé par la plage de l'océan et le Cliff House, fonctionnant actuellement comme restaurant. Lincoln Manor est une petite enclave des plus grandes maisons de Outer Richmond.

## Les rues
Richmond District et de son voisin Sunset District (sur le côté sud du Golden Gate Park) sont souvent collectivement appelés « The Avenues », parce que la plus grande partie des deux quartiers est sillonnée par des avenues nord-sud numérotées. Quand la ville a été aménagé, les avenues ont été numérotées de la 1re à la 49e et les rues est-ouest ont été désignées par des lettres A à X. En 1909, pour réduire la confusion pour les postiers, les rues est-ouest et la 1re Avenue et 49e Avenue ont été renommées. On a donné des noms d'explorateurs espagnols par ordre alphabétique par ordre croissant en direction du sud aux rues est-ouest et la 1re avenue a été rebaptisée Arguello Boulevard alors que la 49e avenue est devenue La Playa Street. 
Aujourd'hui, la première avenue numérotée est 2nd Avenue, à partir d'un bloc à l'ouest de Arguello Boulevard, et la dernière est 48th Avenue, près de Ocean Beach. Les numéros d'avenues augmentent progressivement, à l'exception de ce que serait la 13th Avenue qui est appelée Funston Avenue du nom de Frederick Funston, un général de l'armée américaine, célèbre pour ses exploits pendant la guerre hispano-américaine, la guerre américano-philippine, et le tremblement de terre 1906. 
Beaucoup de rues est-ouest ont des noms de conquistadors espagnols, mais il y a des exceptions. La création de Golden Gate Park a éliminé les rues précédemment lettrées E à G. L'ancienne D Street est devenu Fulton, qui est la limite nord de la majeure partie du parc. Et au nord du Parc dans le district de Richmond, les rues sont nommées Anza, Balboa et Cabrillo.

## Architecture
Les maisons « Marina Style » sont nombreuses dans Central et Outer Richmond. Le style Marina se distingue par une « sun room » (une pièce avec des fenêtres sur trois côtés), qui ne peut être accessible que par une chambre à coucher — en fait, une pièce à l'intérieur d'une chambre ; et une salle de bains et des toilettes dans des pièces séparées. 
Pour attirer les acheteurs de grandes maisons, tout en maintenant des prix bas, les maisons ont été construites avec de grands sous-sols (le sous-sol est une caractéristique inhabituelle en Californie car le climat permet les fondations peu profondes) avec l'idée que les acheteurs peuvent convertir les sous-sols en espace de vie à leur gré. En fait une idée marketing de maisons sur deux niveaux avec le premier niveau (sous-sol) inachevé. Au cours du XXe siècle cela a évolué : la plupart des sous-sols ayant été convertis en garages. Certains ont été convertis avec garage à l'avant et pièces d'habitation à l'arrière.